# Anna Skibińska

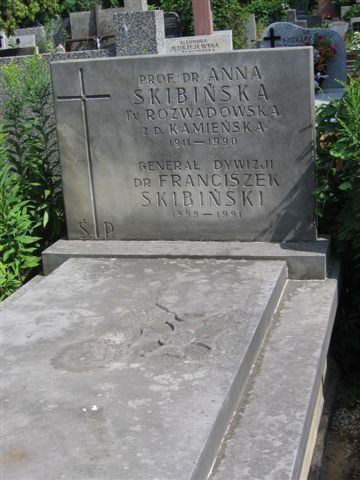
Nagrobek Anny Skibińskiej na Cmentarzu Wojskowym na Powązkach w Warszawie

Anna Skibińska (ur. 26 lipca 1911 w Sosnowcu, zm. 20 października 1990 w Warszawie) – żołnierz Polskich Sił Zbrojnych na Zachodzie, profesor AWF, antropolog.

## Życiorys
Urodziła się 26 lipca 1911 w rodzinie Zygmunta i Wandy z domu Reicher w Sosnowcu. Jej ojciec był inżynierem w fabryce Fitzner i Gamper. Świadectwo dojrzałości uzyskała w 1929 w warszawskim gimnazjum im. Królowej Jadwigi. W latach 1929–1931 studiowała w Centralnym Instytucie Wychowania Fizycznego na warszawskich Bielanach. W następnym roku akademickim była wolną słuchaczką Chelsea College of Physical Education. W latach 1933–1934 była objazdową instruktorką Towarzystwa Krzewienia Kultury Fizycznej Kobiet.

### II wojna światowa
W czasie II wojny światowej była żołnierzem Polskich Sił Zbrojnych na Zachodzie. W drodze przez Francję dostała się w sierpniu 1940 do Wielkiej Brytanii. Została przydzielona do Wojskowego Korpusu Sióstr Służby Zdrowia i pracowała jako pielęgniarka i rehabilitantka w kolejnych szpitalach:
- Szpitalu Wojskowym nr 1 w Szkocji 1941-1944,
- Szpitalu Wojskowym nr 4 w Anglii i szpitalu angielskim w Rochampton 1944–1945,
- Szpitalach Wojskowych nr 6 i 7 we Włoszech 1946,
- Szpitalu Wojskowym nr 6 w Anglii 1946–1947.

### Okres powojenny
W 1947 wróciła do Polski i podjęła pracę w Centrali Spółdzielni Pracy, a następnie w Głównym Komitecie Kultury Fizycznej, skąd została w 1951 zwolniona. W latach 1952–1956 pracowała w Szpitalu Chirurgii Urazowej w Warszawie i w 1957 rozpoczęła pracę początkowo w Szpitalu Chirurgii Kostnej w Konstancinie, a następnie w Katedrze Antropologii AWF podjęła pracę dydaktyczno-naukową. W latach 1959–1971 pracowała w Zakładzie Antropologii Instytutu Naukowego Kultury Fizycznej i po włączeniu Instytutu do AWF kontynuowała pracę w tym samym Zakładzie. 11 stycznia 1972 uzyskała habilitację na AWF.
Zmarła 20 października 1990 w Warszawie i pochowana została na cmentarzu powązkowskim (kw. A38, rząd 4, miejsce 5).

## Życie prywatne
Była dwukrotnie zamężna – jej pierwszy ślub miał miejsce w 1934 z por. dypl. Wojska Polskiego Marianem Rozwadowskim, który został zamordowany w Katyniu. Jej drugim mężem był gen. Franciszek Skibiński.